# Marinus Dijkhuizen
Marinus Dijkhuizen ('s-Gravenzande, 4 januari 1972) is een Nederlands voetbaltrainer en voormalig profvoetballer.

## Carrière
Dijkhuizen speelde tijdens zijn actieve loopbaan voor Excelsior, Cambuur Leeuwarden, FC Utrecht, Dunfermline Athletic FC (Schotland), Emmen en TOP Oss. Hij beëindigde na het seizoen 2007/2008 zijn carrière bij SC Cambuur Leeuwarden.
Dijkhuizens trainersloopbaan begon in het seizoen 2009/2010 bij de VV Montfoort. Daarmee promoveerde hij na zijn eerste seizoen vanuit de eerste klasse naar de hoofdklasse zaterdag. Het tweede seizoen promoveerde hij met VV Montfoort via de nacompetitie naar de Topklasse. Na de degradatie met Montfoort ging Dijkhuizen naar V.V. De Meern, een functie die hij combineerde met die van spitsentrainer bij FC Utrecht. Tevens volgde hij met Rob Alflen, die ook bij FC Utrecht werkzaam was, de cursus Coach Betaald Voetbal, waarvoor hij in november 2013 slaagde.
In januari 2014 werd hij hoofdcoach van Excelsior. Onder Dijkhuizen bleven de Rotterdammers onder meer vijf wedstrijden ongeslagen. Uiteindelijk loodste hij Excelsior van de zevende naar de derde plaats in de Jupiler League. Op zondag 18 mei 2014 promoveerde Excelsior onder zijn leiding naar de Eredivisie, na winst (over twee duels) op eredivisionist RKC Waalwijk.
Na twee seizoenen bij de Rotterdammers werd op 1 juni 2015 bekend dat Dijkhuizen met ingang van het seizoen 2015/16 aangesteld werd als manager van Brentford, waar hij Mark Warburton opvolgde. Hier werd hij na negen speelronden ontslagen. Brentford stond op dat moment negentiende van de 24 clubs in de Championship en in de League Cup was het uitgeschakeld door het twee divisies lager spelende Oxford United. Hij werd opgevolgd door Dean Smith.
Op 26 oktober 2015 volgde hij Robert Maaskant op als trainer-coach van NAC Breda. In zijn eerste seizoen eindigde hij op de derde plaats, maar liep promotie naar de Eredivisie mis. In zijn tweede seizoen speelde de ploeg, na een verjonging van de selectie, wisselvallig. Op 22 december 2016 besloten Dijkhuizen en NAC per direct uit elkaar te gaan, nadat de club bekend had gemaakt diens aflopende contract niet te verlengen. NAC stond op dat moment achtste in de Eerste divisie. Hij werd opgevolgd door de Belg Stijn Vreven.
Dijkhuizen werd op dinsdag 9 mei 2017 gepresenteerd als hoofdtrainer van SC Cambuur, waarmee hij voor de derde keer terugkeerde naar een club waar hij voor speelde. Hij kreeg in november 2017 zijn ontslag.
In januari 2018 werd Dijkhuizen assistent-trainer bij FC Utrecht onder hoofdtrainer Jean-Paul de Jong. Vervolgens werd hij bij FC Utrecht videoanalist. 
Eind januari 2020 werd Dijkhuizen hoofdtrainer van Excelsior waar hij Ricardo Moniz opvolgde. In december 2022 verlengde hij zijn contract bij Excelsior tot juni 2024. Op 11 januari 2024 hebben Excelsior Rotterdam en Marinus Dijkhuizen het nog lopende contract met twee seizoenen verlengd. Op 14 juni 2024 werd Dijkhuizen ontslagen nadat Excelsior er niet in was geslaagd via de nacompetitie lijfsbehoud in de eredivisie veilig te stellen. Het seizoen daarop tekende Dijkhuizen een contract voor anderhalf jaar bij De Graafschap.

## Clubstatistieken
| seizoen | club                    | duels | goals | competitie             |
| ------- | ----------------------- | ----- | ----- | ---------------------- |
| 1994/95 | Excelsior               | 34    | 16    | Eerste divisie         |
| 1995/96 | Excelsior               | 32    | 12    | Eerste divisie         |
| 1996/97 | Cambuur Leeuwarden      | 33    | 12    | Eerste divisie         |
| 1997/98 | Cambuur Leeuwarden      | 27    | 7     | Eerste divisie         |
| 1998/99 | Cambuur Leeuwarden      | 30    | 7     | Eredivisie             |
| 1999/00 | FC Utrecht              | 27    | 4     | Eredivisie             |
| 2000/01 | FC Utrecht              | 1     | 0     | Eredivisie             |
| 2000/01 | Dunfermline Athletic FC | 10    | 1     | Schotse Premier League |
| 2001/02 | Emmen                   | 3     | 1     | Eerste divisie         |
| 2002/03 | TOP Oss                 | 32    | 10    | Eerste divisie         |
| 2003/04 | TOP Oss                 | 18    | 11    | Eerste divisie         |
| 2004/05 | TOP Oss                 | 34    | 9     | Eerste divisie         |
| 2005/06 | Excelsior               | 33    | 7     | Eerste divisie         |
| 2006/07 | Excelsior               | 11    | 1     | Eredivisie             |
| 2006/07 | Cambuur-Leeuwarden      | 13    | 2     | Eerste divisie         |
| 2007/08 | Cambuur-Leeuwarden      | 30    | 5     | Eerste divisie         |
| Totaal  | Totaal                  | 368   | 105   |                        |

## Erelijst als speler
Met  SC Cambuur Leeuwarden:
- Promotie naar Eredivisie: 1997/98

Met  Excelsior Rotterdam:
- Kampioen Eerste Divisie: 2005/06

## Erelijst als trainer
Met  VV Montfoort:
- Promotie naar de Hoofdklasse: 2010
- Promotie naar de Topklasse: 2011

Met  Excelsior Rotterdam:
- Promotie naar de Eredivisie: 2014
- Promotie naar de Eredivisie: 2022